# Megalastrum alticola
Megalastrum alticola är en träjonväxtart som beskrevs av M. Kessler och A. R. Sm. Megalastrum alticola ingår i släktet Megalastrum och familjen Dryopteridaceae. Inga underarter finns listade.